# Punctum proximum
Le punctum proximum (PP) est le point le plus proche que l'on peut voir distinctement. Il en existe deux types : de convergence et d'accommodation.

## Différents types
Lorsqu'un vertébré fixe un objet de l'espace avec ses deux yeux, son système visuel est soumis à un effort physiologique. Et plus cet objet se rapproche, plus l'effort augmente. Le punctum proximum (PP) est traditionnellement défini comme étant le point extrême le plus proche pour lequel l'individu utilise ses capacités maximales. En optique géométrique, on distingue deux puncta proxima :
- le punctum proximum de convergence (PPC). C´est le point le plus proche pour voir simple l'image des deux yeux, grâce à la coordination des muscles oculomoteurs. Ce point existe en présence d'une vision binoculaire efficace ;
- le punctum proximum d'accommodation (PPA). C'est le point le plus proche qu'un œil peut voir nettement, en accommodant au maximum. Avec l'âge, ce point s'éloigne progressivement de l'œil, c'est la presbytie.

En vision binoculaire, le punctum proximum (PP) est donc le conjugué de chaque fovéa, quand les cristallins accommodent au maximum.

## Parcours d'accommodation chez l'Homme
Contrairement au punctum proximum d'accommodation (PPA), on appelle punctum remotum (PR) le point le plus éloigné qu’un œil peut voir nettement, sans accommoder. Ce point est situé à l'infini si l'œil est emmétrope.
La différence de distance entre le punctum remotum (PR) et le punctum proximum d'accommodation (PPA) permet de calculer l'accommodation maximale (Acc max) d'un individu. Statistiquement, on peut estimer Acc max selon l'âge, d'après la formule d'Hofstetter. En moyenne, ce calcul situe le punctum proximum d'accommodation (PPA) à 25 cm de l'œil vers 46 ans. Cependant la localisation subjective de ce punctum proximum dépend de nombreux facteurs, tels que la profondeur de champ.
Afin de simplifier l'étude du parcours d'accommodation, on peut donc considérer que pour un couple oculaire normal (jeune et emmétrope), le punctum remotum (PR) est situé à l’infini, et le punctum proximum (PP) est situé à moins de 25 cm du cristallin.